# The Lion in Winter (soundtrack)
The Lion in Winter is de originele soundtrack, gecomponeerd en gedirigeerd door John Barry voor de film The Lion in Winter uit 1968 van Anthony Harvey. Het album werd uitgebracht in 1968 door Columbia Masterworks.

## Achtergrond
Barry koos voor nieuwe texturen in zijn partituur die geïnspireerd zijn door gregoriaanse muziek. Zijn partituur wisselt dan ook tussen koninklijke fanfares en bezwerende gezangen. De zang werd uitgevoerd door het koor The Voices Of The Accademia Monteverdiana. De muziek werd opgenomen in de Cine Tele Sound Studios in Londen.
In 1969 tijdens de 41ste Oscaruitreiking won Barry een Oscar voor beste originele muziek, voor een film (geen musical). Hetzelfde jaar won hij ook een BAFTA Award voor beste filmmuziek.

## Tracklijst
Alle muziek en teksten zijn geschreven door John Barry, tenzij anders vermeld. 
| 1.                 | Main Title - The Lion in Winter                                  | 2:43 |
| 2.                 | Chinon - Eleanor’s Arrival                                       | 3:30 |
| 3.                 | Allons Gai Gai Gai                                               | 1:54 |
| 4.                 | To the Chapel                                                    | 1:51 |
| 5.                 | The Christmas Wine (tekst: James Goldman)                        | 2:47 |
| 6.                 | God Damn You                                                     | 4:19 |
| 7.                 | To Rome                                                          | 4:10 |
| 8.                 | The Herb Garden                                                  | 4:42 |
| 9.                 | Eya, Eya, Nova Gaudia                                            | 2:14 |
| 10.                | How Beautiful You Make Me                                        | 3:04 |
| 11.                | Media vita in morte sumus (In the Midst of Life we are in Death) | 2:18 |
| 12.                | We’re Jungle Creatures                                           | 2:47 |
| Totale duur: 35:43 |                                                                  |      |

## Prijzen en nominaties
| Jaar | Prijs                 | Categorie        | Genomineerde(n) | Uitslag     |
| ---- | --------------------- | ---------------- | --------------- | ----------- |
| 1969 | Academy Award (Oscar) | Beste filmmuziek | John Barry      | Gewonnen    |
| 1969 | BAFTA Award           | Beste filmmuziek | John Barry      | Gewonnen    |
| 1969 | Golden Globe          | Beste filmmuziek | John Barry      | Genomineerd |